# Lista de estreias no número um da Billboard Hot 100
A seguir se apresenta a lista das canções que estrearam no número um da Billboard Hot 100, uma tabela musical norte-americana publicada semanalmente pela revista Billboard. Os dados usados para cada publicação são recolhidos pelos serviços Nielsen SoundScan com base em vendas físicas e digitais de cada canção, e ainda popularidade nas principais estações de rádio do país, streaming nos serviços online e número de transmissões do respectivo vídeo musical no YouTube. Começando com as edições de 2018, plataformas mantidas por anúncios como o YouTube reflectem menos nos cálculos do que serviços mantidos por assinaturas pagas, como o Spotify e Apple Music.
O primeiro artista a estrear uma canção no primeiro posto da Hot 100 foi Michael Jackson com o single "You Are Not Alone" na semana de 2 de Setembro de 1995, rendendo-lhe uma entrada no Guinness Book of Records. Antes de "You Are Not Alone", a maior estreia pertencia a "Scream/Childhood", também de Jackson com a sua irmã Janet, que apareceu pela primeira vez na tabela no número cinco. Ainda em 1995, mais três canções vieram a estrear no topo da tabela. A primeira delas, "Fantasy" de Mariah Carey, liderou a tabela por oito semanas consecutivas, fazendo de Carey a primeira artista feminina a conseguir este feito e tornando-se na canção a estrear no topo e liderar pelo tempo mais longo. Todavia, este último recorde veio a ser quebrado por "One Sweet Day", também de Carey e Boyz II Men, que viria a liderar por um recorde de dezasseis semanas consecutivas, um recorde apenas quebrado 24 anos depois por "Old Town Road" de Lil Nas X com participação de Billy Ray Cyrus. "One Sweet Day" fez de Carey a primeira artista a conseguir duas estreias no topo da Hot 100. "Exhale (Shoop Shoop)", de Whitney Houston, foi a canção que interrompeu Carey de ter uma liderança contínua com "Fantasy" e "One Sweet Day", tendo "Exhale (Shoop Shoop)" liderado por apenas uma semana. Nenhuma outra canção viria a estrear na primeira posição da tabela até "I'll Be Missing You" de Puff Daddy e Faith Evans com participação de 112 na semana de 14 de Junho de 1997, ano no qual "Honey" de Carey, e "Something About the Way You Look Tonight" / "Candle in the Wind 1997" também estrearam na primeira posição, rendendo a Carey a sua terceira estreia no primeiro lugar. No ano seguinte, mais três canções viriam a estrear também no primeiro posto da tabela, das quais "I Don't Want to Miss a Thing" de Aerosmith foi a que liderou por mais tempo.
Na década de 2000, apenas cinco singles conseguiram fazer uma estreia na primeira posição da Hot 100, com quatro deles sendo de vencedores do programa de televisão American Idol, dos quais Clay Aiken foi o primeiro em 2003, tornando-se no primeira artista a estrear no número um com o primeiro trabalho da sua carreira, "This Is the Night". Aiken foi seguido por Fantasia Barrino com "I Believe" em 2004, Carrie Underwood com "Inside Your Heaven" em 2005, e Taylor Hicks com "Do I Make You Proud" em 2006. Nenhuma outra canção viria a fazer uma estreia no topo até 2009, ano em que "3", de Britney Spears, conseguiu o feito. Spears viria a conseguir mais uma estreia em 2011 com "Hold It Against Me", tornando-se na artista com a segunda maior quantidade de estreias no número um. A partir de 2009, estreias no número um viriam a acontecer anualmente. Eminem tornou-se no primeiro rapper a conseguir uma estreia no primeiro posto com "Not Afraid" em 2010. "Born This Way" (2011) de Lady Gaga tornou-se na primeira canção a estrear no topo da Hot 100 e manter-se na posição por uma segunda semana desde "This Is the Night".
Em 2017, "I'm the One" foi responsável por render uma estreia no topo a DJ Khaled, Justin Bieber, Quavo, Chance the Rapper e Lil Wayne. No ano seguinte, quatro canções estrearam na primeira posição da tabela. "God's Plan", do músico canadiano Drake, foi a 29.ª canção a estrear na primeira colocação da Hot 100 e a primeira a ocupar o topo nas suas primeiras onze semanas desde "One Sweet Day". Ao ser removida do topo por "Nice for What", uma outra estreia no topo de autoria de Drake, o artista tornou-se no décimo terceiro de sempre a se substituir no topo e no primeiro a conseguir esse feito com duas estreias. Em 2020, Ariana Grande se consagrou como a artista com a maior quantidade de estreias no número um, tendo os singles "Thank U, Next", "7 Rings", "Stuck with U", "Rain on Me" e "Positions" lhe rendido este feito. Após a estreia no topo de "Cardigan", em 8 de agosto, o ano de 2020 se tornou o ano em que mais canções estrearam no topo da tabela, com 12 canções. A canção "Life Goes On", do grupo sul-coreano BTS, se tornou a primeira canção em língua não-inglesa a estrar no topo da tabela, atingindo a marca em 5 de dezembro. A estreia no primeiro posto mais recente foi de "My Universe", do grupo sul-coreano BTS, em 2021. Até 2021, 56 canções estrearam na primeira posição da Hot 100.

## Canções

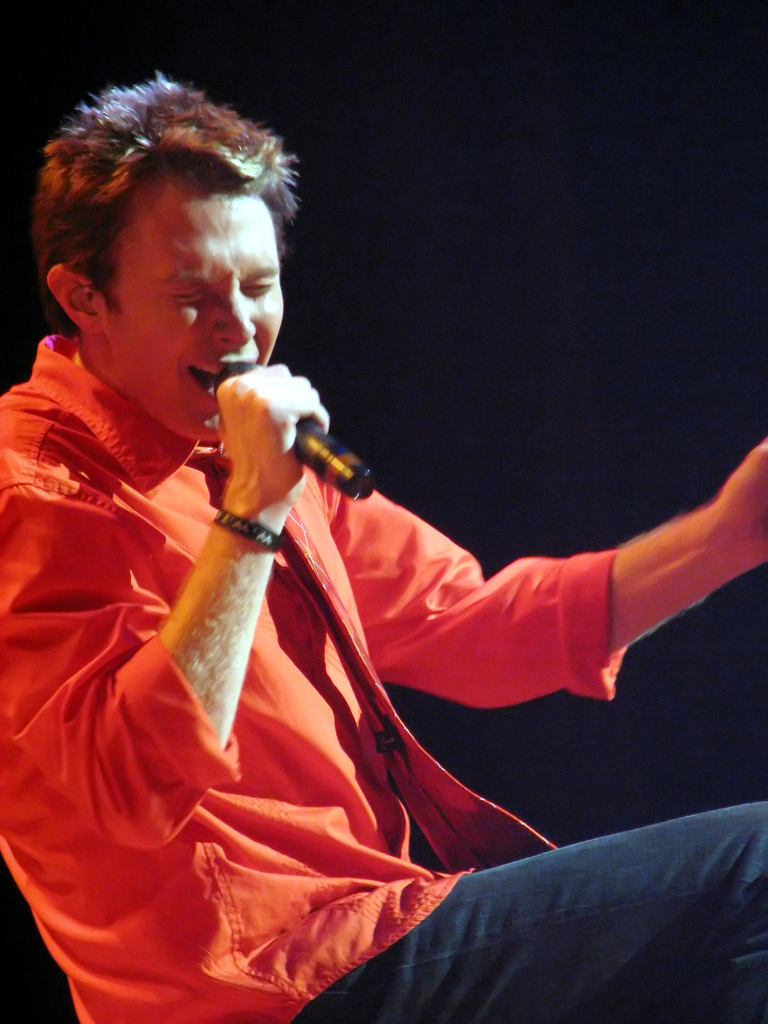
Com "This Is the Night" (2003), Clay Aiken tornou-se no primeiro artista a estrear no número um com o primeiro trabalho da sua carreira.

| Ano  | Canção                                                                 | Artista(s)                                                                        | Semana          |
| ---- | ---------------------------------------------------------------------- | --------------------------------------------------------------------------------- | --------------- |
| 1995 | "You Are Not Alone"                                                    | Michael Jackson                                                                   | 2 de Setembro   |
| 1995 | "Fantasy"                                                              | Mariah Carey                                                                      | 30 de Setembro  |
| 1995 | "Exhale (Shoop Shoop)"                                                 | Whitney Houston                                                                   | 25 de Novembro  |
| 1995 | "One Sweet Day"                                                        | Mariah Carey e Boyz II Men                                                        | 2 de Dezembro   |
| 1997 | "I'll Be Missing You"                                                  | Puff Daddy e Faith Evans com participação de 112                                  | 14 de Junho     |
| 1997 | "Honey"                                                                | Mariah Carey                                                                      | 13 de Setembro  |
| 1997 | "Something About the Way You Look Tonight" / "Candle in the Wind 1997" | Elton John                                                                        | 11 de Outubro   |
| 1998 | "My Heart Will Go On"                                                  | Céline Dion                                                                       | 28 de Fevereiro |
| 1998 | "I Don't Want to Miss a Thing"                                         | Aerosmith                                                                         | 5 de Setembro   |
| 1998 | "Doo Wop (That Thing)"                                                 | Lauryn Hill                                                                       | 14 de Novembro  |
| 2003 | "This Is the Night"                                                    | Clay Aiken                                                                        | 28 de Junho     |
| 2004 | "I Believe"                                                            | Fantasia                                                                          | 10 de Julho     |
| 2005 | "Inside Your Heaven"                                                   | Carrie Underwood                                                                  | 2 de Julho      |
| 2006 | "Do I Make You Proud"                                                  | Taylor Hicks                                                                      | 1 de Julho      |
| 2009 | "3"                                                                    | Britney Spears                                                                    | 24 de Outubro   |
| 2010 | "Not Afraid"                                                           | Eminem                                                                            | 22 de Maio      |
| 2010 | "We R Who We R"                                                        | Kesha                                                                             | 13 de Novembro  |
| 2011 | "Hold It Against Me"                                                   | Britney Spears                                                                    | 29 de Janeiro   |
| 2011 | "Born This Way"                                                        | Lady Gaga                                                                         | 26 de Fevereiro |
| 2012 | "Part of Me"                                                           | Katy Perry                                                                        | 3 de Março      |
| 2013 | "Harlem Shake"                                                         | Baauer                                                                            | 2 de Março      |
| 2014 | "Shake It Off"                                                         | Taylor Swift                                                                      | 6 de Setembro   |
| 2015 | "What Do You Mean?"                                                    | Justin Bieber                                                                     | 19 de Setembro  |
| 2015 | "Hello"                                                                | Adele                                                                             | 14 de Novembro  |
| 2016 | "Pillowtalk"                                                           | Zayn                                                                              | 20 de Fevereiro |
| 2016 | "Can't Stop the Feeling!"                                              | Justin Timberlake                                                                 | 28 de Maio      |
| 2017 | "Shape of You"                                                         | Ed Sheeran                                                                        | 28 de Janeiro   |
| 2017 | "I'm the One"                                                          | DJ Khaled com participação de Justin Bieber, Quavo, Chance the Rapper e Lil Wayne | 20 de Maio      |
| 2018 | "God's Plan"                                                           | Drake                                                                             | 3 de Fevereiro  |
| 2018 | "Nice for What"                                                        | Drake                                                                             | 21 de Abril     |
| 2018 | "This Is America"                                                      | Childish Gambino                                                                  | 19 de Maio      |
| 2018 | "Thank U, Next"                                                        | Ariana Grande                                                                     | 17 de Novembro  |
| 2019 | "7 Rings"                                                              | Ariana Grande                                                                     | 2 de Fevereiro  |
| 2019 | "Sucker"                                                               | Jonas Brothers                                                                    | 16 de Março     |
| 2019 | "Highest in the Room"                                                  | Travis Scott                                                                      | 19 de Outubro   |
| 2020 | "Tossie Slide"                                                         | Drake                                                                             | 18 de Abril     |
| 2020 | "The Scotts"                                                           | The Scotts, Travis Scott e Kid Cudi                                               | 9 de Maio       |
| 2020 | "Stuck with U"                                                         | Ariana Grande e Justin Bieber                                                     | 18 de Maio      |
| 2020 | "Rain on Me"                                                           | Lady Gaga e Ariana Grande                                                         | 1 de Junho      |
| 2020 | "Trollz"                                                               | 6ix9ine e Nicki Minaj                                                             | 22 de Junho     |
| 2020 | "Cardigan"                                                             | Taylor Swift                                                                      | 8 de Agosto     |
| 2020 | "WAP"                                                                  | Cardi B e Megan Thee Stallion                                                     | 22 de Agosto    |
| 2020 | "Dynamite"                                                             | BTS                                                                               | 7 de Setembro   |
| 2020 | "Franchise"                                                            | Travis Scott, Young Thug e M.I.A.                                                 | 10 de Outubro   |
| 2020 | "Positions"                                                            | Ariana Grande                                                                     | 7 de Novembro   |
| 2020 | "Life Goes On"                                                         | BTS                                                                               | 5 de Dezembro   |
| 2020 | "Willow"                                                               | Taylor Swift                                                                      | 26 de Dezembro  |
| 2021 | "Drivers License"                                                      | Olivia Rodrigo                                                                    | 23 de Janeiro   |
| 2021 | "What’s Next"                                                          | Drake                                                                             | 20 de março     |
| 2021 | "Up"                                                                   | Cardi B                                                                           | 27 de março     |
| 2021 | "Peaches"                                                              | Justin Bieber com Daniel Caesar & Giveon                                          | 3 de abril      |
| 2021 | "Montero (Call Me by Your Name)"                                       | Lil Nas X                                                                         | 10 de abril     |
| 2021 | "RAPSTAR"                                                              | Polo G                                                                            | 24 de abril     |
| 2021 | "Good 4 U"                                                             | Olivia Rodrigo                                                                    | 29 de maio      |
| 2021 | "Butter"                                                               | BTS                                                                               | 5 de junho      |
| 2021 | "Permission to Dance"                                                  | BTS                                                                               | 24 de julho     |
|      | Way 2 Sexy                                                             | Drake                                                                             | 18 de setembro  |
|      | My Universe                                                            | Coldplay e BTS                                                                    | 9 de outubro    |